# Film criminel
Pour un article plus général, voir Film policier.
 Pour plus de détails, voir le corps de l'article.
Le film criminel, ou cinéma criminel, est un genre cinématographique dont les thèmes tournent autour du crime dans son sens le plus large, inspiré de la littérature criminelle ou de faits réels. 

## Description
Comme pour le film d'action ou le cinéma fantastique, c'est un genre large qui regroupe et fait cohabiter d'autres genres plus spécifiques, comme le film de gangsters, le film policier, ou le film noir. Pour Vincent Pinel, il s'agit d'un « domaine sans aucune homogénéité ».

## Utilisation
En France, les locution « film criminel » et « film policier » se confondent, cette dernière étant la plus utilisée. La locution « film criminel » est davantage utilisée au Québec.

## Liste de films
La liste des films criminels majeurs est la suivante d'après André Roy :
- Les nuits de Chicago, de Josef von Sternberg sorti en 1927

- Scarface, film de Howard Hawks, sorti en 1932
- Laura, film d'Otto Preminger sorti en 1944
- Le grand sommeil, film de Howard Hawks, sorti en 1946
- L'enfer est à lui, film réalisé par Raoul Walsh sorti en 1949
- Tranquenard, film réalisé par Nicholas Ray sorti en 1958
- La soif du mal, film américain d'Orson Welles, sorti en 1958
- Les Bas-fonds new-yorkais, film réalisé par Samuel Fuller sorti en 1961
- Le Parrain, film de Francis Ford Coppola, sorti en 1972
- Les Incorruptibles, film américain réalisé par Brian De Palma sorti en 1987
- Miller's Crossing, film américain de Joel et Ethan Coen, sorti en 1990
- L.A. Confidential, film de Curtis Hanson sorti en 1997
- Les Infiltrés, film de Martin Scorsese sorti en 2006